# Пикси Лот
Виктория Луис Лот (на английски: Victoria Louise Lott, 12 януари 1991), позната като Пикси Лот, е английска певица, писателка на текстове за песни и актриса, подписала договор с Mercury Records в Обединеното кралство и с Interscope в САЩ.
Нейният дебютен сингъл „Mama Do (Uh Oh, Uh Oh)“ излиза неофициално на пазара за сваляне от Интернет на 6 юни 2009 и официално на 8 юни. Песента достига върха на класациите във Великобритания същата седмица на 14 юни. Пикси е обявила издаването на първия си албум „Turn It Up“ на 14 септември 2009 г. Сингълът ѝ „Mama Do (Uh Oh, Uh Oh)“ е изпят от нея специално за видеоиграта „The Sims 3“ на измисления симлийски език. В Billboard.com Писки е описана като първата английска изпълнителка достигнала до върха на класациите в родната си страна за толкова кратко време.

## Биография
Лот живее в Есекс заедно с баща си – стоков брокер, и майка си – домакиня. Има по-възрастни брат и сестра. Майка ѝ ѝ дава псевдонима „Пикси“, защото била „малко, сладко бебе“, което приличало на фея.
След като започва да пее в църковното си училище, Пикси учи в съботното училище „Italia Conti Associates“ в Чизълхъст, Лондон, когато е на пет години. Семейството ѝ се мести в Есекс и тя се записва в основното училище „Italia Conti Associates“ за театрални изкуства, където е наградена със стипендия. По време на училищните ѝ години Пикси се появява в продукцията на Уест Енд (West End), наречена „Chitty Chitty Bang Bang“, и в „Celebrate the Sound of Music“ на BBC Уан (BBC One) в ролята на Луиза фон Трап. На 14-годишна възраст е част от състава на танцьорите и пее като вокал в операта на Роджър Уотърс „Ça Ira“.

### Кариера
Антонио Рейд чува едно от демотата на Лот и я записва в музикалната група „Island Def Jam“, когато е на 15, но след смяна на управителите Писки има договор с Mercury Records в Обединеното кралство и с Interscope в САЩ.
Лот участва във фестивала Isle of Wight 2009' по време на първото си пълно турне във Великобритания, когато е помощничка на поп групата The Saturdays на тяхното турне.
Издава своя дебютен сингъл „Mama Do (Uh Oh, Uh Oh)“ на 8 юни 2009. Той влиза в музикалните класации на Великобритания и iTunes под номер 1 след 50 000 продадени екземпляра. Писки заявява, че е шокирана от успеха на сингъла.
На 15 август 2009 Пикси влиза в историята, когато става една от участничките на живо на първия концерт „MTV World Stage“ в Азия, който се провежда в Малайзия. Тя се нарежда сред звезди като Hoobastank, The All-American Rejects, Kasabian и Boys Like Girls.

## Личен живот
Лот има връзка с модния модел Оливър Чешър от 2010 г. Те се сгодиха през ноември 2016 г. Те се ожениха в катедралата Ели на 6 юни 2022 г. след забавяне поради COVID-19.

## Дискография

### Албуми
- „Turn It Up“ (2009)

### Сингли
- „Mama Do (Uh Oh, Uh Oh)“
- „Boys and Girls“